# Кин, Мими
Мими Кин (англ. Mimi Keene; род. 5 августа 1998) — британская актриса, наиболее известная ролями Синди Уильямс в телесериале «Жители Ист-Энда» и Руби в сериале Netflix «Половое воспитание».

## Ранняя жизнь
Родилась 5 августа 1998 года. Обучалась в Italia Conti Academy of Theatre Arts.

## Карьера
Начала свою карьеру в театре, играя роль Джейн в постановке «Кин» в The Royal Court Theatre 19 ноября — 23 декабря 2010 года. В том же году Кин появилась в рождественской рекламе бренда Matalan. В 2013 году снялась в телефильме производства CBBC «Сэди Джи» в роли Брэнди Мэй Лу и в телесериале «Наша девочка» в роли Джейд Дэвис. В 2016 году появилась в роли Ланы Уэстмор в телесериале «Несчастный случай», а в 2017 году сыграла роль Мэган в короткометражке «Побег». Принимала участие в озвучивании 1 и 2 части игры Castlevania: Lords of Shadow. В 2019 году исполнила роль молодой Эдит Толкин в одноимённом фильме. Тогда же начала играть Руби в сериале Netflix «Половое воспитание» и появилась в фильме «Близко». В сентябре 2023  года Мими появилась в роли Натали в фильме После. Навсегда.

## Фильмография
Роли в фильмах и на телевидении
| Год         | Название           | Роль               | Примечания                             |
| 2013        | Школы для звёзд    | Играет саму себя   | 2 эпизода                              |
| 2013        | Сэди Джи           | Брэнди Мэй Лу      | Эпизод: «Dederama»                     |
| 2013        | Наша девочка       | Джейд Дэвис        | Пилотный эпизод                        |
| 2013—2015   | Жители Ист-Энда    | Синди Уильямс      | Постоянная роль в сериале; 122 эпизода |
| 2016        | Несчастный случай  | Лана Уэстмор       | Эпизод: «High Tide»                    |
| 2019        | Близко             | Клэйр              | Фильм                                  |
| 2019        | Толкин             | молодая Эдит Бретт | Фильм                                  |
| 2019 — 2023 | Половое воспитание | Руби               | Постоянная роль в сериале              |
| 2023        | После. Навсегда    | Натали             | Фильм                                  |
| 2024 — 2025 | К нулю             | Кей Эллиотт        | Сериал                                 |

## Награды и номинации
| Год  | Премия                  | Номинация                  | Работа          | Результат | Источник |
| ---- | ----------------------- | -------------------------- | --------------- | --------- | -------- |
| 2014 | The British Soap Awards | Лучшее молодое выступление | Жители Ист-Энда | Номинация | [ 15 ]   |
| 2015 | Inside Soap Awards      | Лучший молодой актёр       | Жители Ист-Энда | Номинация | [ 16 ]   |